# Poroderma africanum
Poroderma africanum är en hajart som först beskrevs av Gmelin 1789.  Poroderma africanum ingår i släktet Poroderma och familjen rödhajar. IUCN kategoriserar arten globalt som nära hotad. Inga underarter finns listade i Catalogue of Life.